# Edwin Petrykat
Edwin Petrykat (ur. 11 lutego 1947 w Częstochowie) – polski aktor teatralny i filmowy.

## Życiorys
W 1969 roku ukończył studia na Wydziale Aktorskim Państwowej Wyższej Szkoły Teatralnej w Warszawie. 18 lipca tego samego roku miał miejsce jego debiut teatralny. Występował w teatrach: im. Juliusza Osterwy w Lublinie (1969–1975), Współczesnym we Wrocławiu (1975–1985), a od 1 września 1985 występuje na scenie Teatru Polskiego we Wrocławiu.

## Odznaczenia
- Złoty Krzyż Zasługi (28 września 2010)[1],
- Srebrny Krzyż Zasługi (5 lipca 2004)[2],
- Srebrny Medal „Zasłużony Kulturze Gloria Artis” (19 maja 2009)[3].

## Nagrody
1983- Brązowa Iglica – nagroda w plebiscycie publiczności „Słowa Polskiego. Gazety Wrocławskiej”,
1993- Złota Iglica nagroda w plebiscycie publiczności „Słowa Polskiego. Gazety Wrocławskiej”,
2009- Nagroda Marszałka Województwa Dolnośląskiego za szczególne osiągnięcia w dziedzinie kultury.

## Filmografia
- 1977: Wodzirej
- 1978: Życie na gorąco – Hans, członek organizacji „W” udający węgierskiego oficera kontrwywiadu (odc. 1)
- 1979: Janek – policjant
- 1979: Kung-fu – prokurator Edward Misiuna
- 1979: Wolne chwile – członek komisji
- 1979: Wściekły – milicjant w Krakowie
- 1980: Bo oszalałem dla niej – lekarz
- 1980: Misja – republikanin (odc. 6)
- 1980: Olimpiada ’40
- 1980: Smak wody – wodzirej
- 1981: On, ona, oni – członek dyrekcji
- 1981: Rdza
- 1984: Baryton
- 1984: Jak się pozbyć czarnego kota – fałszywy komornik
- 1984: Trapez – prokurator (odc. 4)
- 1985: Daleki dystans – lekarz
- 1985: Lubię nietoperze – Marceli
- 1985: Przyłbice i kaptury – Radomir z Sośnicy (odc. 1)
- 1986: Na kłopoty… Bednarski – dyrektor hotelu u senatora (odc. 5)
- 1987: Zero życia
- 1988: Alchemik – brat Bertold
- 1988: Alchemik Sendivius – brat Bertold
- 1989: Konsul – adwokat Wiśniaka
- 1989: Ostatni prom
- 1990: Powrót wilczycy – ksiądz
- 1990: Seszele – mężczyzna w teatrze grający na bębnach
- 1993: Obcy musi fruwać – reżyser niemiecki, gość na przyjęciu
- 1996: Deszczowy żołnierz – prokurator Jóźwiak
- 1996: Panna Nikt – mężczyzna z bukietem kwiatów
- 1997: Lata i dni – prezes
- 1997: Królowa złodziei
- 1998–1999: Życie jak poker – prezes spółdzielni mieszkaniowej
- 2002–2003: Gorący temat – Marian Wiśnicki, dyrektor wrocławskiego ośrodka TVP
- 2002: Świat według Kiepskich – lekarz (odc. 127)
- 2004–2010: Pierwsza miłość – Stanisław Gujski
- 2005: Biuro kryminalne – Ryszard Gutowski (odc. 2)
- 2005–2006: Warto kochać – Kawiorski
- 2006: Bezmiar sprawiedliwości – Stanisław Łukiński, ojciec Dominiki
- 2006: Bezmiar sprawiedliwości (serial) – Stanisław Łukiński, ojciec Dominiki
- 2006: Fala zbrodni – lekarz psychiatra (odc. 71-72)
- 2006–2009: Na dobre i na złe – dr Rafał Mazurkiewicz, psychiatra
- 2008: Mała Moskwa – Niemiec, dostawca piwa
- 2008: Mała Moskwa – pan „Piwko”, były właściciel browaru
- 2009: Pitbull – Kazimierz, ojciec Edyty (odc. 29)
- 2009: Przeznaczenie – Piotr Bogucki, mąż Marii (odc. 10)
- 2010: Licencja na wychowanie – nauczyciel Bartka (odc. 19, 23)
- 2011: Głęboka woda – prezes ogródków działkowych (odc. 5)
- 2013: Prawo Agaty – dziekan, wykładowca Bartka (odc. 40-41)
- 2016: Komisja morderstw – ordynator Thomas Kamiński (odc. 6)
- 2016: Ojciec Mateusz – Eugeniusz Helski (odc. 204)
- 2016: Sekret Herberta Klose raz jeszcze...
- 2018: Johannes  Scheffler. Mistyczna opowieść – Abraham von Frackenberg
- 2018: Ostatni raport